# رود بلوم
رود بلوم (بالإنجليزية: Rod Blum)‏ هو مسير أعمال وسياسي أمريكي، ولد في 26 أبريل 1955 في دوبوك في الولايات المتحدة. حزبياً، نشط في الحزب الجمهوري. في انتخابات مجلس النواب الأمريكي 2014 ‏، انتخب عضو مجلس النواب الأمريكي عن دائرة Iowa's 1st congressional district ‏ وقد انضم خلال فترته النيابية ‏ (6 يناير 2015 – 3 يناير 2017)  للكتلة البرلمانية الحزب الجمهوري وفي انتخابات مجلس النواب الأمريكي 2016، انتخب عضو مجلس النواب الأمريكي عن دائرة Iowa's 1st congressional district ‏ وقد انضم خلال فترته النيابية ‏ (3 يناير 2017 – 3 يناير 2019)  للكتلة البرلمانية الحزب الجمهوري وانتخب عضو مجلس النواب الأمريكي (3 يناير 2015 – ).

## وصلات خارجية
- الموقع الرسمي